# 豊明市立唐竹小学校
豊明市立唐竹小学校（とよあけしりつ からたけしょうがっこう）は、愛知県豊明市二村台にあった公立小学校。

## 概要
- 校区は間米町（八ツ屋、廻渡、純堀、鹿追、間米、唐竹、森前、燗坂、島川の一部、鶴根の一部）、二村台1 - 3丁目である。公立中学校に進学する場合は豊明市立豊明中学校に進学する[1]。
- 2021年（令和3年）4月に豊明市立双峰小学校と統合された。統合による新設校の校名は「豊明市立二村台小学校」となり、校舎は双峰小学校校舎を改修し使用する[2]。唐竹小学校の施設は、市の複合施設に転用することになり[3]、2022年5月6日に市共生交流プラザ「カラット」がオープンした[4]。

## 沿革
- 1975年（昭和51年）
  - 4月1日 - 豊明市立双峰小学校より分離し、開校。
  - 6月24日 - プールが完成する。
- 1977年（昭和52年）2月18日 - 体育館が完成する。
- 2002年（平成14年）5月10日 - 余剰教室を利用し、豊明市歴史民俗資料室を開設する[5]。
- 2015年（平成27年）7月 - 総合教育会議で双峰小学校と唐竹小学校の統合の検討が提案される。
- 2017年（平成29年）
  - 8月 - 豊明市立双峰小学校及び唐竹小学校統合検討委員会により、豊明市長へ答申が提出される。
  - 9月 - 豊明市長により「豊明市立双峰小学校及び唐竹小学校のよりよい教育環境を実現するための基本方針」が出され、双峰小学校と唐竹小学校の統合が決まる。
- 2021年（令和3年）3月23日 - 閉校。

## 市共生交流プラザ「カラット」
2022年5月6日、旧唐竹小学校校舎に市共生交流プラザ「カラット」がオープンした。これに伴い旧唐竹小学校の北校舎にあった豊明市歴史民俗資料室は南校舎に移転してリニューアルオープンした。資料室は拡充され、桶狭間の戦いに関連する今川家と織田家の勢力図、今川義元と織田信長の人物像や当時の生活様式を記す文献、沓掛城址の遺物などが展示されている。

## 交通アクセス
- 名鉄名古屋本線前後駅下車、徒歩約25分。
- 名鉄バス豊明団地線・吉池団地線「豊明中学校前」バス停より徒歩約8分。

名古屋本線前後駅より、赤池駅行（藤田医科大学病院・地下鉄徳重経由）、地下鉄徳重行、藤田医科大学病院、勅使台行、前後駅行（循環・唐竹公園経由）、前後駅行（循環・吉池団地経由）。
- 名鉄バス豊明団地線「唐竹公園」バス停より徒歩約3分。

前後駅行のみ停車。
- 豊明市公共施設巡回バス「唐竹」バス停より徒歩すぐ。

## 周辺施設
- 豊明市立豊明中学校
- 豊明市立三崎小学校
- 豊明市立二村台小学校
- 豊明市立大宮小学校
- 藤田医科大学病院